# UCI-Trial-Weltcup 2000
Beim UCI-Trial-Weltcup 2000 wurden durch die Union Cycliste Internationale die Weltcupsieger im Trial ermittelt. Es handelte sich um die erste Wettkampfserie dieses Namens.

## Ablauf
Die erste Ausgabe des Weltcups bestand aus nur einem Wettbewerb:
- Hannover: 28.–29. Oktober

Der Wettkampf fand am letzten Wochenende der Expo 2000 in Halle 19 des Messegeländes Hannover statt. Es gab Wettbewerbe für Männer mit 20-Zoll- und 26-Zoll-Rädern. Die Qualifikation war am 28. Oktober, das Finale der besten fünf Fahrer am 29. Oktober.

## Männer 20 Zoll
Die Ergebnisse im Finale waren wie folgt:
| Platz | Name             | Strafpunkte |
| ----- | ---------------- | ----------- |
| 1     | Daniel Comas     | 11          |
| 2     | Marco Hösel      | 14          |
| 3     | Kenny Belaey     | 21          |
| 4     | Roger Keller     | 33          |
| 5     | Abraham Gonzales | 40          |

## Männer 26 Zoll
Die Ergebnisse im Finale waren wie folgt:
| Platz | Name                 | Strafpunkte |
| ----- | -------------------- | ----------- |
| 1     | Martin Kleivard      | 19          |
| 2     | Daniel Cegarra       | 22          |
| 3     | Thomas Öhler         | 25          |
| 4     | Bruno Arnold         | 26          |
| 5     | Marc‐Amory Buteneers | DNF         |